# Почетен папа
Почетен папа (на латински: Papa Emeritus, Pontifex Romanus Emeritus) е титла, получена от Римския папа след неговата оставка.

## Въвеждане
Титлата е въведена в Римокатолическа църква на 28 февруари 2013 година при оставката на папа Бенедикт XVI. За въвеждането на титлата съобщава говорителят на Светия престол Федерико Ломбарди. От момента на влизането в сила на оставката, Бенедикт XVI става първият носител в историята на тази титла.
За получаването на титла Римски папа в почивка е необходимо да се влезе в съответствие с канон 332 § от Кодекса по каноническо право, а именно това да е свободно решение на действащия все още Римски папа, на когото не трябва ничие съгласие или утвърждение.
1. ↑  Бенедикт XVI ще е почетен папа
2. ↑  Бенедикт XVI - първият папа, оттеглил се от Светия престол от 600 години насам